# Tuyến Ilsan
Tuyến Ilsan là một tuyến tàu điện ngầm do Korail điều hành kết nối Ga Jichuk ở Deogyang-gu và Ga Daehwa ở Ilsanseo-gu, Goyang-si, Gyeonggi-do. Các chuyến tàu từ tuyến này tiếp tục đến và đi từ Tuyến 3 của Tàu điện ngầm vùng thủ đô Seoul.

## Lịch sử
Tuyến bắt đầu xây dựng vào ngày 15 tháng 3 năm 1991 như một phần mở rộng của Tuyến 3 Tàu điện ngầm Seoul với tuyến mở cửa vào năm 1996. Sau khi Tuyến Ilsan hoàn thành, Đường sắt Quốc gia Hàn Quốc bất ngờ tuyên bố sẽ chuyển quyền sở hữu tuyến này cho Chính quyền Thành phố Seoul. Theo Đường sắt Quốc gia Hàn Quốc, Chính quyền Thành phố Seoul đã yêu cầu Tàu điện ngầm vùng thủ đô Seoul tiếp quản hoạt động của Tuyến Ilsan, được kết nối với Tàu điện ngầm Seoul Tuyến 3, lưu ý rằng sẽ cần có các cơ sở quản lý và lực lượng lao động dư thừa nếu Đường sắt Quốc gia Hàn Quốc vận hành Tuyến Ilsan. Chính quyền thành phố Seoul đã bác bỏ yêu cầu vì Tuyến Ilsan nằm ở tỉnh Gyeonggi, và lo ngại chi phí tăng lên nếu Tàu điện ngầm vùng thủ đô Seoul vận hành tuyến này Cuối cùng, Tuyến Ilsan vẫn thuộc thẩm quyền của Đường sắt Quốc gia Hàn Quốc mà ngày nay trở thành Korail. Ngày 27 tháng 12 năm 2014 nhà ga Wonheung bắt đầu hoạt động.

## Ga
| Số ga                                             | Tên ga                                            | Tên ga                                            | Tên ga                                            | Chuyển tuyến                                      | Khoảng cách                                       | Tổng khoảng cách                                  | Vị trí                                            | Vị trí                                            |                                                   |
| Số ga                                             | Tiếng Anh                                         | Hangul                                            | Hanja                                             | Chuyển tuyến                                      | Khoảng cách                                       | Tổng khoảng cách                                  | Vị trí                                            | Vị trí                                            |                                                   |
| ↑ Tàu điện ngầm Seoul tuyến 3 Hướng đi Ga Gupabal | ↑ Tàu điện ngầm Seoul tuyến 3 Hướng đi Ga Gupabal | ↑ Tàu điện ngầm Seoul tuyến 3 Hướng đi Ga Gupabal | ↑ Tàu điện ngầm Seoul tuyến 3 Hướng đi Ga Gupabal | ↑ Tàu điện ngầm Seoul tuyến 3 Hướng đi Ga Gupabal | ↑ Tàu điện ngầm Seoul tuyến 3 Hướng đi Ga Gupabal | ↑ Tàu điện ngầm Seoul tuyến 3 Hướng đi Ga Gupabal | ↑ Tàu điện ngầm Seoul tuyến 3 Hướng đi Ga Gupabal | ↑ Tàu điện ngầm Seoul tuyến 3 Hướng đi Ga Gupabal | ↑ Tàu điện ngầm Seoul tuyến 3 Hướng đi Ga Gupabal |
| ------------------------------------------------- | ------------------------------------------------- | ------------------------------------------------- | ------------------------------------------------- | ------------------------------------------------- | ------------------------------------------------- | ------------------------------------------------- | ------------------------------------------------- | ------------------------------------------------- | ------------------------------------------------- |
| 319                                               | Jichuk                                            | 지축                                              | 紙杻                                              |                                                   | 0.0                                               | 0.0                                               | Gyeonggi-do                                       | Goyang-si Deogyang-gu                             |                                                   |
| 318                                               | Samsong                                           | 삼송                                              | 三松                                              |                                                   | 1.7                                               | 1.7                                               | Gyeonggi-do                                       | Goyang-si Deogyang-gu                             |                                                   |
| 317                                               | Wonheung                                          | 원흥                                              | 元興                                              |                                                   | 2.1                                               | 3.8                                               | Gyeonggi-do                                       | Goyang-si Deogyang-gu                             |                                                   |
| 316                                               | Wondang                                           | 원당                                              | 元堂                                              |                                                   | 2.9                                               | 6.7                                               | Gyeonggi-do                                       | Goyang-si Deogyang-gu                             |                                                   |
| 315                                               | Hwajeong                                          | 화정                                              | 花井                                              |                                                   | 2.6                                               | 9.3                                               | Gyeonggi-do                                       | Goyang-si Deogyang-gu                             |                                                   |
| 314                                               | Daegok                                            | 대곡                                              | 大谷                                              | (K322) (S11)                                      | 2.1                                               | 11.4                                              | Gyeonggi-do                                       | Goyang-si Deogyang-gu                             |                                                   |
| 313                                               | Baekseok                                          | 백석                                              | 白石                                              |                                                   | 2.5                                               | 13.9                                              | Gyeonggi-do                                       | Goyang-si Ilsandong-gu                            |                                                   |
| 312                                               | Madu                                              | 마두                                              | 馬頭                                              |                                                   | 1.4                                               | 15.3                                              | Gyeonggi-do                                       | Goyang-si Ilsandong-gu                            |                                                   |
| 311                                               | Jeongbalsan                                       | 정발산                                            | 鼎鉢山                                            |                                                   | 0.9                                               | 16.2                                              | Gyeonggi-do                                       | Goyang-si Ilsandong-gu                            |                                                   |
| 310                                               | Juyeop                                            | 주엽                                              | 注葉                                              |                                                   | 1.6                                               | 17.8                                              | Gyeonggi-do                                       | Goyang-si Ilsanseo-gu                             |                                                   |
| 309                                               | Daehwa                                            | 대화                                              | 大化                                              |                                                   | 1.4                                               | 19.2                                              | Gyeonggi-do                                       | Goyang-si Ilsanseo-gu                             |                                                   |